# Chiesa di San Simeone Profeta (Roma)
La chiesa di San Simeone Profeta è una chiesa di Roma, nel rione Ponte, posta in piazza Lancellotti.

## Storia
Questa chiesa è di origini medievali (la prima menzione si trova in un documento del Regestum Farfense del 23 gennaio 1017) ed era chiamata San Simeone de Ponte. Essa compare nel catalogo di Cencio Camerario (1192) con il nome di sancto Symeoni de Pusterula. Venne poi completamente restaurata nel 1610 per volere del cardinale Orazio Lancellotti, che aveva il proprio palazzo prospiciente sulla piazza, e dedicata al profeta Simeone. In seguito la chiesa fu affidata alla Confraternita di Santa Margherita da Cortona, per cui la si trova denominata anche come Santa Margherita. Già alla fine dell'Ottocento non aveva più un prete stabile, e nella prima metà del Novecento, dopo il crollo del tetto, fu totalmente abbandonata. Un tempo la chiesa era a tre navate e custodiva opere di Ventura Salimbeni e Carlo Saraceni: di essa oggi resta solo la facciata, mentre il resto dell'edificio, pur mantenendo la struttura a tre navate, è stato modificato per fare spazio a locali abitativi.